# ريكاردو فيليب دا سيلفا براغا
ريكاردو فيليب دا سيلفا براغا ويشتهر باسم ريكاردينيو (مواليد 3 سبتمبر 1985) هو لاعب كرة صالات برتغالي يلعب في مركز الجناح مع منتخب البرتغال.